# Steganacarus patruelis
Steganacarus patruelis är en kvalsterart som beskrevs av Wojciech Niedbała 1983. Steganacarus patruelis ingår i släktet Steganacarus och familjen Phthiracaridae. Inga underarter finns listade i Catalogue of Life.